# 端妃
端妃（たんひ）は、皇帝の妃（側室）の号。以下の人物などに与えられた。
- 潘端妃（中国語版） - 明の成化帝の妃。
- 曹端妃 - 明の嘉靖帝の妃。
- 董端妃 - 明の隆慶帝の妃。
- 周端妃 - 明の万暦帝の妃。